# Zofia Kułakowska
Zofia Antonina Kułakowska z domu Wajs (ur. 1 kwietnia 1929 w Łodzi, zm. 6 maja 2016 w Brukseli) – polska neuropediatra, specjalistka schorzeń dzieci z porażeniem mózgowym oraz promotorka polskiej kultury i historii w Belgii.

## Życiorys
Urodzona w 1929 w Łodzi. Po II wojnie światowej nie wróciła na stałe do Polski. Podjęła studia lekarskie w Paryżu, ale ukończyła je na Uniwersytecie w Leuven. Zawodowo związana z Belgią, była także konsultantką w polskim Instytucie Matki i Dziecka, a także twórcą ośrodków dla dzieci z porażeniem mózgowym w Lublinie, Zamościu i Białobrzegach. Specjalizowała się w rehabilitacji dzieci z uszkodzeniami układu nerwowego (autorka terapii psychomotorycznej).
Prezes Stowarzyszenia Neuropediatrów w Belgii, wykładowca na Wydziale Psychologii Uniwersytetu Warszawskiego, na Akademii Pedagogiki Specjalnej i Akademii Wychowania Fizycznego w Warszawie. Autorka książek i publikacji naukowych.
Aktywnie promowała polską kulturę i historię wśród Belgów oraz wśród europejskich urzędników w Brukseli. Aktywna propagatorka członkostwa Polski w Unii Europejskiej.
W 2004 nagrodzona Orderem Ecce Homo za walkę o przyszłość chorych dzieci oraz pobudzanie wrażliwości społecznej, w 2015 odznaczona Krzyżem Oficerskim Orderu Zasługi RP.
Żona Jana Kułakowskiego, ambasadora RP.